# Bowerston

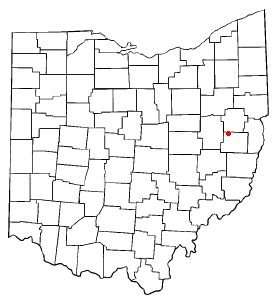
Bowerston na planie stanu Ohio

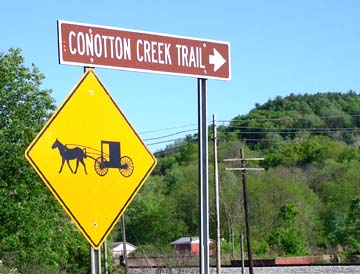
Conotton Creek Trail

Bowerston – wieś w USA, Hrabstwo Harrison (Ohio) w stanie Ohio, w hrabstwie Harrison.
W roku 2010, 22,6% mieszkańców było w wieku poniżej 18 lat, 4,5% było w wieku od 18 do 24 lat, 28,9% miało od 25 do 44 lat, 23,1% miało od 45 do 64 lat, a 20,9% było w wieku 65 lat lub starszych. We  wsi było 45,0% mężczyzn i 55,0% kobiet.
Liczba mieszkańców w 2010 roku wynosiła 398, a w 2012 wynosiła 397.
W miejscowości znajduje się początek szlaku turystycznego Conotton Creek Trail.